# Harbarnsen
Harbarnsen är en ortsteil i kommunen Lamspringe i Landkreis Hildesheim i förbundslandet Niedersachsen i Tyskland. Harbarnsen var en kommun fram till 1 november 2916 när den uppgick i Lamspringe. Kommunen Harbarnsen hade 555 invånare 2016.